# Chiesa dei Cappuccini (Vienna)
La chiesa di Santa Maria degli Angeli, comunemente chiamata chiesa dei Cappuccini (Kapuzinerkirche), è una chiesa di Vienna con annesso monastero dell'Ordine dei Frati Minori Cappuccini, fondata nel 1617 e dedicata nel 1632. Si affaccia sulla piazza del Neuer Markt, a poca distanza dal Palazzo imperiale Hofburg ed è conosciuta soprattutto per la Cripta Imperiale.

## Descrizione

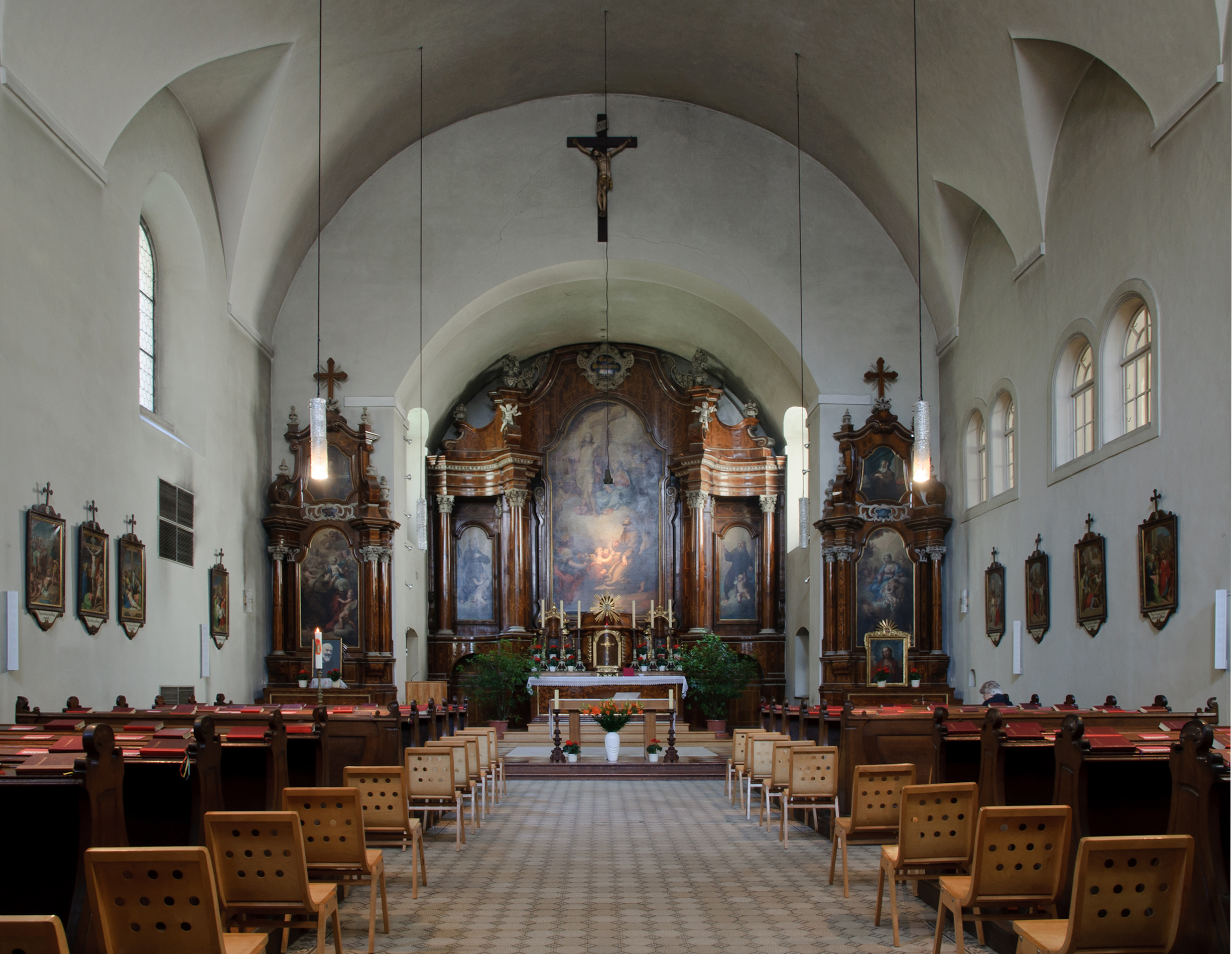
L'interno

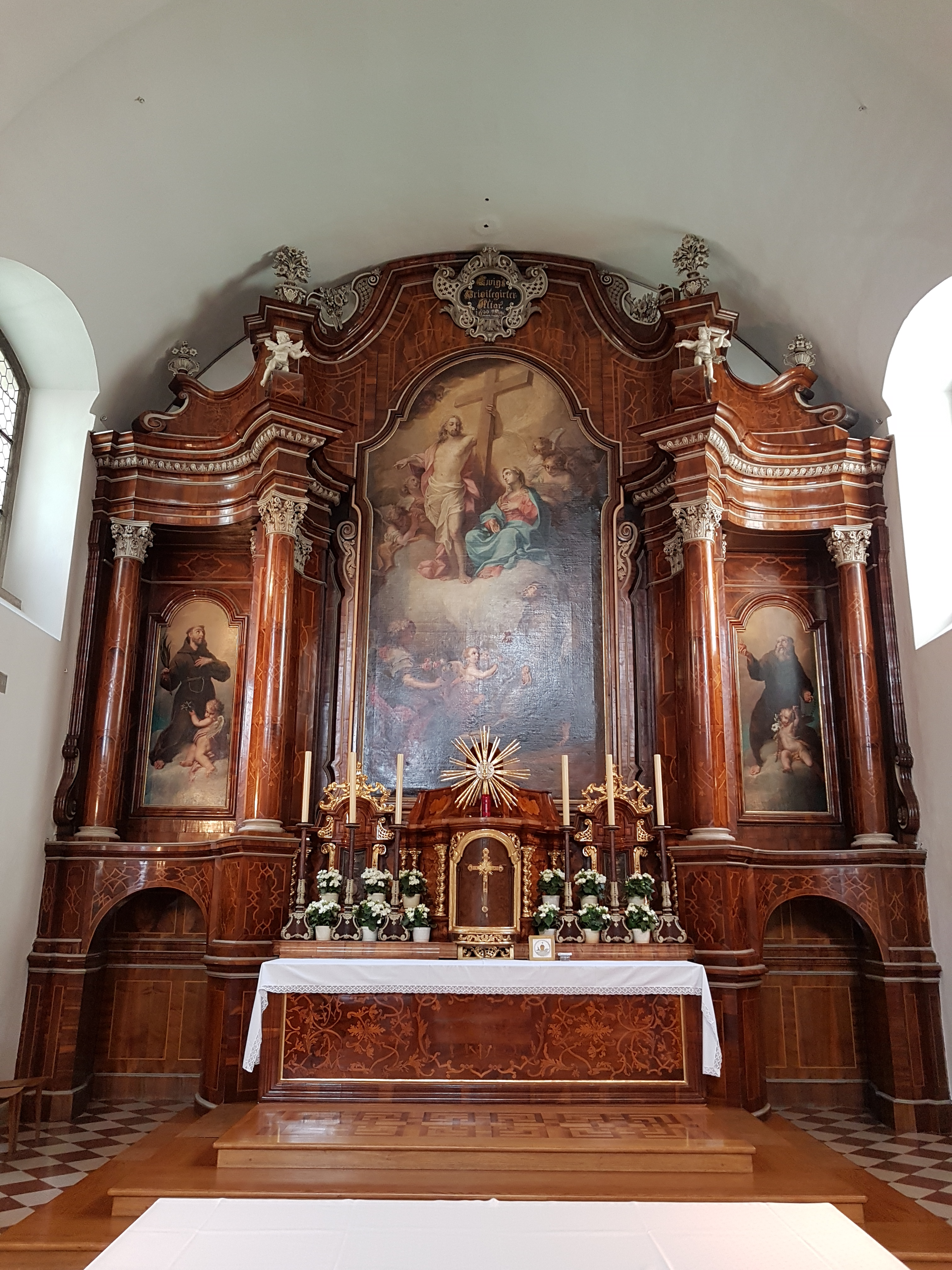
L'altare maggiore

L'edificio, pur essendo nato in epoca barocca, presenta una facciata molto semplice, ricostruita negli anni trenta del XX secolo; a sinistra presenta una grande nicchia con la statua di Marco d'Aviano.
L'imperatore Ferdinando d'Asburgo lo scelse come luogo di esequie e di sepoltura dei membri della dinastia imperiale, degli Imperatori del Sacro Romano Impero e dei loro discendenti. Pertanto, nei suoi sotterranei si sviluppa un complesso di ambienti detto Cripta Imperiale (Kaisergruft o Kapuzinergruft in tedesco) che costituisce il mausoleo nel quale sono custoditi i sarcofagi di circa 150 appartenenti alla casa d'Asburgo.

### Sepolti illustri
Nella cripta venne anche sepolta Eleonora Gonzaga-Nevers (†1686), figlia di Carlo di Gonzaga-Nevers e imperatrice del Sacro Romano Impero.